# 2548 Leloir
2548 Leloir este un asteroid din centura principală, descoperit pe 16 februarie 1975 de Felix Aguilar Obs..